# Danh sách thành viên AKB48
AKB48 là nhóm nhạc nữ thần tượng Nhật Bản ra đời vào ngày 8 tháng 12 năm 2005. Tính đến tháng 4 năm 2025, nhóm có 44 thành viên, gồm có 36 thành viên chính thức & 8 thực tập sinh.

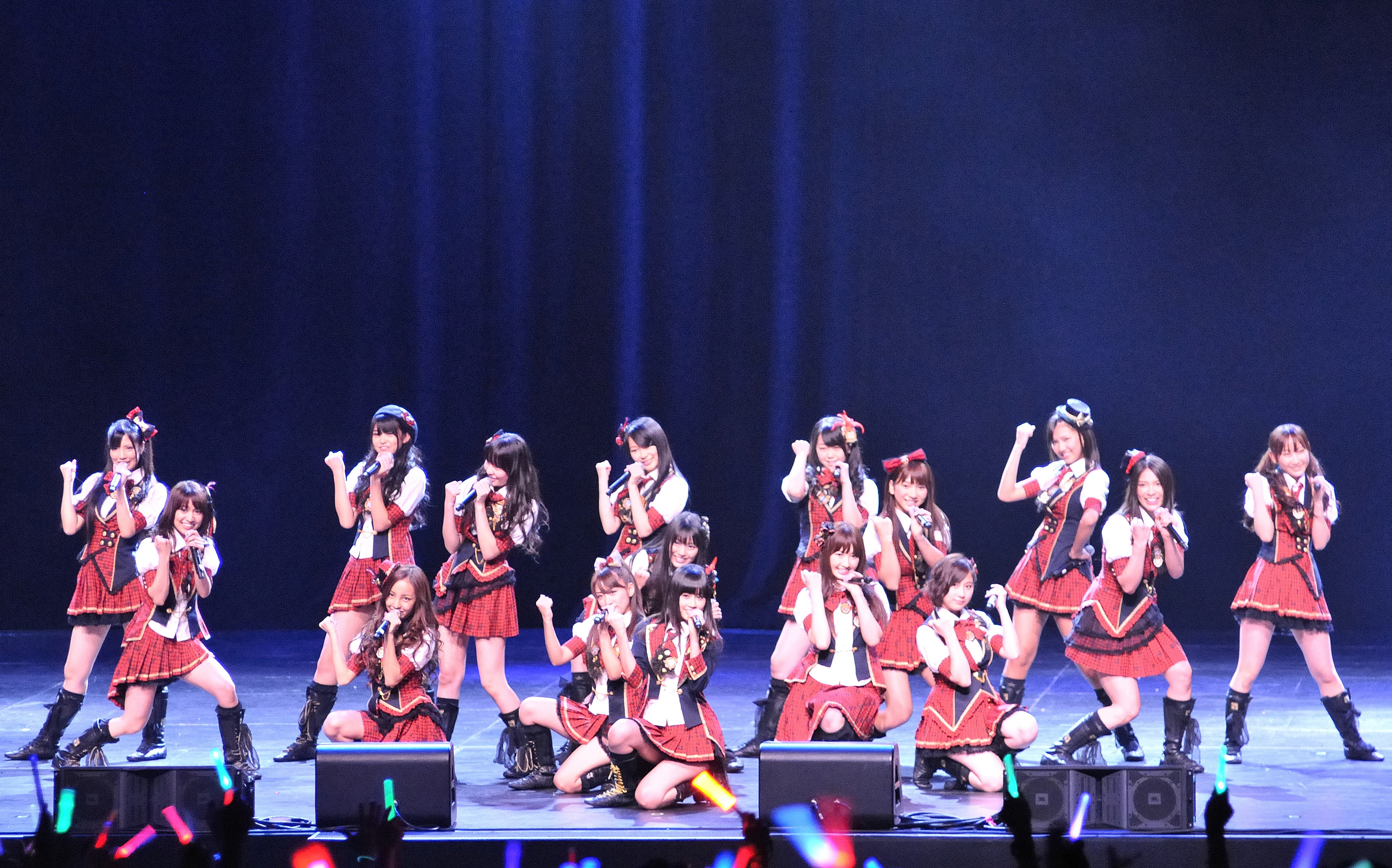
AKB48 biểu diễn Iiwake Maybe tại J!-ENT LIVE

Nhóm được chia thành nhiều Team, để giảm bớt khối lượng công việc của các thành viên (vì suất diễn gần như hàng ngày của nhà hát chỉ có một team tại một thời điểm) và cho phép AKB48 biểu diễn đồng thời ở một số nơi. Theo cựu thành viên Misaki Iwasa, mỗi team có một hình tượng riêng: Team A đại diện cho tự do, Team B với hình tượng thần tượng cùng trang phục dễ thương, còn Team K với hình tượng mạnh mẽ, Team 4 gọi là "tương lai của AKB48" . Ban đầu, mỗi team sẽ có 16 thành viên với tổng số là 48, nhưng số thành viên của nhóm đã thay đổi theo thời gian, và đã vượt quá 120 người. Các thành viên mới được gọi là thực tập sinh (研究生 kenkyūsei) sẽ có thời điểm biểu diễn thay thế. AKB48 có một hệ thống cho phép các thành viên "tốt nghiệp"- nghĩa là rời khỏi nhóm và được thay thế bằng các thực tập sinh được thăng cấp, đồng thời sẽ có buổi biểu diễn tốt nghiệp trước khi rời nhóm.

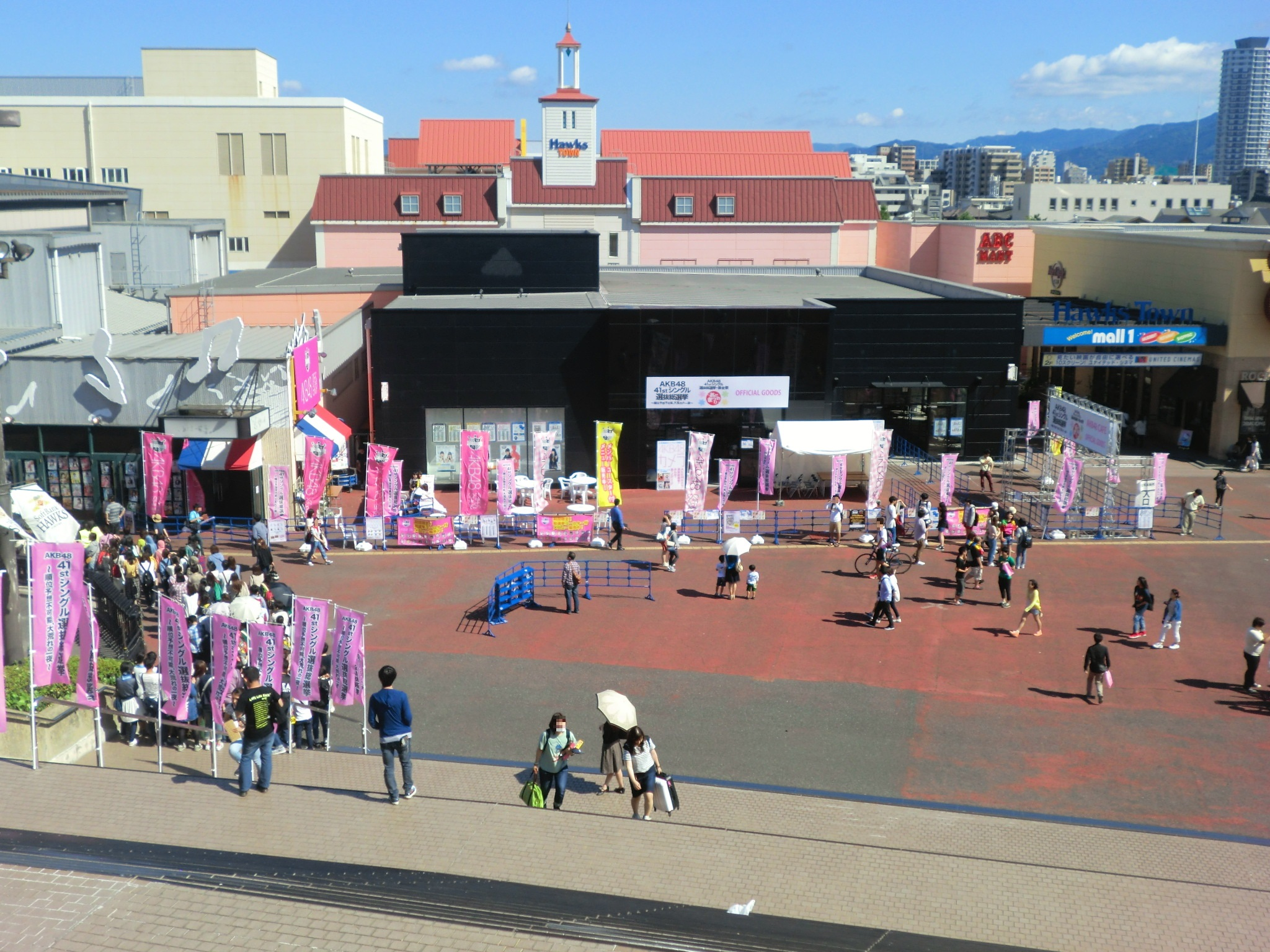
AKB48 tổ chức cuộc tổng tuyển cử thứ 7 tại Fukuoka Yafuoku! Dome năm 2015

Nhóm tổ chức các sự kiện đặc biệt để chọn đội hình quảng bá và thu âm cho một số đĩa đơn của nhóm. Năm 2009, khái niệm Tổng tuyển cử (選抜総選挙 Ēkēbīfōtīeito senbatsu sō senki ~yo) ra đời, người hâm mộ sẽ được chọn ai sẽ góp mặt cũng như là center (thành viên trung tâm) cho bài hát tiếp theo bằng cách bỏ phiếu cho họ khi mua đĩa đơn, hoặc qua ứng dụng di động hay đăng ký fan club nhóm, khi mua càng nhiều đĩa đơn sẽ có nhiều phiếu để bầu cho người yêu thích, đồng thời các thành viên muốn tham gia sẽ đăng ký và tiến hành các hoạt động kêu gọi bình chọn.
Ban đầu AKB48 được chia thành 3 Team chính: Team A, Team K, Team B sau này có thêm Team 4 và Team 8, riêng Team 8 có các thành viên từ 47 tỉnh thành Nhật Bản. Ban đầu là thế hệ thứ nhất (tuyển đợt đầu) là Team A, thế hệ thứ 2 là Team K, thế hệ thứ 3 là Team B. Nhưng sau đợt cải tổ lại nhóm vào cuối năm 2009, thành viên các team đã được sắp xếp lại phù hợp với phong cách từng team. Đến năm 2023, nhóm hủy bỏ hệ thống team, thay vào đó chia thành 2 nhóm: Thành viên chính thức & Thực tập sinh.  Hiện tại trong nhóm, còn 1 thành viên thế hệ thứ 3, một số thành viên từ thế hệ thứ 13 & các thực tập sinh mới nhất thuộc thế hệ thứ 20. Kuranoo Narumi hiện là trưởng nhóm hay "tổng quản" của AKB48 và tất cả các nhóm chị em.

## Các thành viên hiện tại
- Chú thích: Các thành viện In đậm là đội trưởng các team.

### Thành viên chính thức
| Tên               | Kanji       | Hán Việt                | Nghệ danh                                  | Thế hệ         | Ngày sinh         | Nơi sinh            | Công ty quản lý    | Ghi chú                                                                                  |
| Ma Chia-Ling      | 馬嘉伶      | Mã Gia Linh             | Macharin (まちゃりん)                      | AKB48 Đài Loan | 21 tháng 12, 1996 | Đài Trung, Đài Loan | CANVAS             | Thành viên người Đài Loan đầu tiên và duy nhất, thông báo tốt nghiệp                     |
| Kashiwagi Yuki    | 柏木由紀    | Bách Mộc • Do Kỉ        | Yukirin (ゆきりん)                         | 3              | 15 tháng 7, 1991  | Kagoshima           | Watanabe Pro       | Thông báo tốt nghiệp                                                                     |
| Iwatate Saho      | 岩立沙穂    | Nham Lập • Sa Tuệ       | Sahhoo (さっほー)                          | 13             | 4 tháng 10, 1994  | Kanagawa            | TRUSTAR            |                                                                                          |
| Murayama Yuiri    | 村山彩希    | Thôn Sơn • Thái Hy      | Yuirii (ゆいりー)                          | 13             | 15 tháng 6, 1997  | Kanagawa            | Avex               | Thông báo tốt nghiệp                                                                     |
| Komiyama Haruka   | 込山榛香    | Vu Sơn • Trân Hương     | Komiharu (こみはる)                        | 15             | 12 tháng 9, 1998  | Chiba               | DH                 | Thông báo tốt nghiệp                                                                     |
| Taniguchi Megu    | 谷口めぐ    | Thạch Khẩu • Megu       | Omegu (おめぐ)                             | 15             | 12 tháng 11, 1998 | Tokyo               | DH                 | Thông báo tốt nghiệp                                                                     |
| Fukuoka Seina     | 阿部マリア  | Á Bộ • Seina            | Seichan (せいちゃん)                       | 15             | 1 tháng 8, 2000   | Kanagawa            | Toki Entertainment |                                                                                          |
| Mukaichi Mion     | 向井地美音  | Hưởng Tĩnh Địa • Mỹ Âm  | Miion (みーおん)                           | 15             | 29 tháng 1, 1998  | Saitama             | Mama & Son Inc.    |                                                                                          |
| Okabe Rin         | 岡部麟      | Cương Bộ • Lân          | Rinrin (りんりん)                          | Team 8         | 7 tháng 11, 1996  | Ibaraki             | DH                 | Thông báo tốt nghiệp                                                                     |
| Oguri Yui         | 小栗有以    | Tiểu Luật • Hữu Dĩ      | Yuiyui (ゆいゆい)                          | Team 8         | 26 tháng 12, 2001 | Tokyo               | Zest Inc.          |                                                                                          |
| Oda Erina         | 小田えりな  | Tiểu Điền • Erina       | Odaeri (おだえり)                          | Team 8         | 25 tháng 4, 1997  | Kanagawa            | Zest Inc.          | Thông báo tốt nghiệp                                                                     |
| Gyoten Yurina     | 行天優莉奈  | Hàng Thiên • Ưu Lí Nại  | Yurina (ゆりな)                            | Team 8         | 14 tháng 3, 1999  | Kagawa              | DH                 | Chuyển sang KLP48 và sẽ ra mắt với tư cách thành viên thế hệ 1 của nhóm vào tháng 8/2024 |
| Kuranoo Narumi    | 倉野尾成美  | Thương Dã Vĩ • Thành Mỹ | Naru (なる)                                | Team 8         | 8 tháng 11, 2000  | Kumamoto            | DH                 | Tổng quản                                                                                |
| Sakagawa Hiyuka   | 坂川陽香    | Bản Xuyên • Dương Hương | Hiyuka (ひゆか)                            | Team 8         | 7 tháng 10, 2006  | Fukui               | DH                 |                                                                                          |
| Shitao Miu        | 下尾みう    | Hạ Vĩ • Mộc Du          | Miu (みう)                                 | Team 8         | 3 tháng 4, 2001   | Yamaguchi           | Vernalossom        |                                                                                          |
| Takahashi Ayane   | 高橋彩音    | Cao Khiêu • Thái Âm     | Ayane (あやね)                             | Team 8         | 30 tháng 12, 1997 | Saitama             | Alligator          |                                                                                          |
| Tokunaga Remi     | 徳永羚海    | Đức Vĩnh • Linh Hải     | Remi (れみい)                              | Team 8         | 1 tháng 10, 2006  | Tottori             | DH                 |                                                                                          |
| Nagano Serika     | 永野芹佳    | Vịnh Dã • Cần Giai      | SERIKA                                     | Team 8         | 27 tháng 3, 2001  | Osaka               | DH                 |                                                                                          |
| Hashimoto Haruna  | 橋本陽菜    | Khiêu Bổn • Dương Thái  | Harupyon (はるpyon)                        | Team 8         | 25 tháng 5, 2000  | Toyama              | DH                 |                                                                                          |
| Chiba Erii        | 千葉恵里    | Thiên Diệp • Huệ Lí     | Erii (えりい)                              | Draft 2nd      | 27 tháng 10, 2003 | Kanagawa            | DH                 |                                                                                          |
| Kurosu Haruka     | 黒須遥香    | Hắc Tu • Diêu Hương     | Haachan (はーちゃん)                       | 16             | 28 tháng 2, 2001  | Saitama             | DH                 | Chuyển sang KLP48 và sẽ ra mắt với tư cách thành viên thế hệ 1 của nhóm vào tháng 8/2024 |
| Sato Minami       | 佐藤美波    | Tá Đằng • Mỹ Ba         | Minami (みなみ)                            | 16             | 3 tháng 8, 2003   | Kanagawa            | DH                 | Thông báo tốt nghiệp                                                                     |
| Suzuki Kurumi     | 鈴木くるみ  | Linh Mộc • Kurumi       | Kururun (くるるん)                         | 16             | 2 tháng 9, 2004   | Tokyo               | DH                 |                                                                                          |
| Taguchi Manaka    | 田口愛佳    | Điền Khẩu • Ái Giai     | Manaka (まなか)                            | 16             | 12 tháng 12, 2003 | Kanagawa            | DH                 |                                                                                          |
| Nagatomo Ayami    | 長友彩海    | Trượng Hữu • Thái Hải   | Ayamin (あやみん)                          | 16             | 2 tháng 11, 2000  | Kanagawa            | DH                 |                                                                                          |
| Muto Orin         | 武藤小麟    | Vũ Đằng • Tiểu Lân      | Orin (おりん)                              | 16             | 22 tháng 7, 2000  | Tokyo               | DH                 |                                                                                          |
| Yamauchi Mizuki   | 山内瑞葵    | Sơn Nạp • Thụy Quỳ      | Zukki (ずっき)                             | 16             | 20 tháng 9, 2001  | Tokyo               | tomarigi           |                                                                                          |
| Yamane Suzuha     | 山根涼羽    | Sơn Căn • Lương Vũ      | Zunchan (ずんちゃん)                       | 16             | 11 tháng 8, 2000  | Hyogo               | DH                 | Chuyển sang KLP48 và sẽ ra mắt với tư cách thành viên thế hệ 1 của nhóm vào tháng 8/2024 |
| Omori Maho        | 大盛 真歩   | Đại Thành • Chân Bộ     | Mahopyon (まほぴょん)                      | Draft 3rd      | 27 tháng 6, 1999  | Ibaraki             | DH                 |                                                                                          |
| Otake Hitomi      | 大竹 ひとみ | Đại Trúc • Hitomi       | Toppa-chan (とっぱちゃん) Otake (おおたけ) | Draft 3rd      | 5 tháng 12, 1999  | Chiba               | DH                 | Thông báo tốt nghiệp                                                                     |
| Saito Haruna      | 齋藤 陽菜   | Trai Đằng • Dương Thái  | Haatan (はーたん)                          | Draft 3rd      | 24 tháng 5, 2004  | Tochigi             | DH                 | Thông báo tốt nghiệp                                                                     |
| Hirata Yuki       | 平田侑希    |                         | Yuki (ゆき)                                | 17             | 3 tháng 9, 2002   | Saitama             | DH                 |                                                                                          |
| Mizushima Miyuu   | 水島美結    |                         | Mizumin (みずみん)                         | 17             | 12 tháng 11, 2003 | Hokkaido            | DH                 |                                                                                          |
| Ota Yuki          | 太田有紀    |                         | Yukitan (ゆきたん)                         | 17             | 27 tháng 3, 2004  | Kanagawa            | DH                 |                                                                                          |
| Yamazaki Sora     | 山﨑空      |                         | Sorara (そらら)                            | 17             | 13 tháng 5, 2004  | Tokyo               | DH                 |                                                                                          |
| Sato Airi         | 佐藤綺星    |                         | Aichan (あいちゃん)                        | 17             | 24 tháng 6, 2004  | Chiba               | DH                 |                                                                                          |
| Hotei Moka        | 布袋百椛    |                         | Hotechan (ほてちゃん)                      | 17             | 1 tháng 12, 2004  | Hyogo               | DH                 |                                                                                          |
| Masai Mayuu       | 正鋳真優    |                         | Mayuuchan (まゆうちゃん)                   | 17             | 1 tháng 3, 2005   | Hyogo               | DH                 |                                                                                          |
| Hashimoto Eriko   | 橋本恵理子  |                         | Erichan (えりちゃん)                       | 17             | 16 tháng 4, 2006  | Osaka               | DH                 |                                                                                          |
| Kohama Kokone     | 小濱心音    |                         | Kokko (こっこ)                             | 17             | 12 tháng 2, 2007  | Hokkaido            | DH                 | Thông báo tốt nghiệp                                                                     |
| Hatakeyama Nozomi | 畠山希美    |                         | Nonchan (のんちゃん)                       | 17             | 12 tháng 1, 2008  | Saitama             | DH                 |                                                                                          |
| Akiyama Yuna      | 秋山由奈    |                         | Yunachan (ゆなちゃん)                      | 18             | 12 tháng 12, 2005 | Chiba               | DH                 |                                                                                          |
| Arai Sae          | 新井彩永    |                         | Saechan (さえちゃん)                       | 18             | 5 tháng 10, 2005  | Tokyo               | DH                 |                                                                                          |
| Kudo Kasumi       | 工藤華純    |                         | Kasumin (かすみん)                         | 18             | 15 tháng 6, 2005  | Oita                | DH                 |                                                                                          |
| Kubo Hinano       | 久保姫菜乃  |                         | Chanhina (ちゃんひな)                      | 18             | 2 tháng 2, 2006   | Nagano              | DH                 |                                                                                          |
| Narita Kohina     | 成田香姫奈  |                         | Kohi (こひ)                                | 18             | 3 tháng 3, 2004   | Hokkaido            | DH                 |                                                                                          |
| Yagi Azuki        | 八木愛月    |                         | Azu (あづ)                                 | 18             | 22 tháng 3, 2005  | Tokyo               | DH                 |                                                                                          |
| Yamaguchi Yui     | 山口結愛    |                         | Yuichi (ゆいち)                            | 18             | 8 tháng 3, 2009   | Nagasaki            | DH                 |                                                                                          |
| Sako Yumemi       | 迫由芽実    |                         | Yumemin (ゆめみん)                         | 18             | 5 tháng 2, 2006   | Saitama             | DH                 |                                                                                          |

### Team K
Team K ra đời năm 2006, màu của nhóm là ■
| Tên               | Kanji      | Hán Việt            | Nghệ danh          | Thế hệ    | Ngày sinh         | Nơi sinh | Công ty quản lý | Ghi chú              |
| Shimoguchi Hinana | 下口ひなな | Hạ Khẩu • Hinana    | Hinana (ひなな)    | Draft 1st | 2 tháng 11, 2000  | Chiba    | DH              | Thông báo tốt nghiệp |
| Yoshihashi Yuzuka | 吉橋 柚花  | Cát Khiêu • Dữu Hoa | Yuzu (ゆず)        | Draft 3rd | 29 tháng 12, 1999 | Chiba    | DH              | Thông báo tốt nghiệp |
| Onishi Momoka     | 大西桃香   | Đại Tây • Đào Hương | Oonishi (おおにし) | Team 8    | 20 tháng 9, 1997  | Nara     | Alligator       | Thông báo tốt nghiệp |

### Team B
Team B ra đời năm 2007, Màu của nhóm là ■
| Tên              | Kanji    | Hán-Việt               | Nghệ danh           | Thế hệ | Ngày sinh         | Nơi sinh | Công ty quản lý | Ghi chú                          |
| Asai Nanami      | 浅井七海 | Thiển Tĩnh • Thất Hải  | Naamin (なーみん)   | 16     | 20 tháng 5, 2000  | Kanagawa | DH              | Đội trưởng, thông báo tốt nghiệp |
| Shinozaki Ayana  | 篠崎彩奈 | Tiểu Kỳ • Thải Nại     | Ayanan (あやなん)   | 13     | 8 tháng 1, 1996   | Saitama  | San Office      | Thông báo tốt nghiệp             |
| Hashimoto Haruna | 橋本陽菜 | Khiêu Bổn • Dương Thái | Harupyon (はるpyon) | Team 8 | 24 tháng 12, 1999 | Toyama   | DH              | Kiêm nhiệm Team 8                |
| Yamada Kyoka     | 山田杏華 | Sơn Điền • Hạnh Hoa    | Kyoka (きょうか)    | Team 8 | 3 tháng 11, 2002  | Oita     | DH              | Thông báo tốt nghiệp             |

### Team 4
Team 4 ra đời năm 2011, sau đó giải thể năm 2012 và tái hợp năm 2013. Màu của nhóm là: ■
| Tên phiên âm    | Kanji        | Hán Việt               | Nghệ danh                                              | Thế hệ    | Ngày sinh         | Nơi sinh | Công ty quản lý | Ghi chú              |
| Omori Miyuu     | 大森美優     | Đại Lâm • Mỹ Ưu        | Miyupon (みゆぽん)                                     | 12        | 3 tháng 9, 1998   | Kanagawa | DH              | Thông báo tốt nghiệp |
| Takaoka Kaoru   | 高岡薫       | Cao Cương • Huân       | Kaorumba (かおるんば)                                  | Team 8    | 29 tháng 11, 2000 | Ehime    | DH              | Thông báo tốt nghiệp |
| Tada Kyoka      | 多田 京加    | Đa Điền • Kinh Gia     | Kyouka (きょうか) Kyon (きょん) Tada-sensei (多田先輩) | Draft 3rd | 19 tháng 8, 1999  | Fukui    | DH              | Thông báo tốt nghiệp |
| Yoshida Karen   | 吉田華恋     | Cát Điền • Hoa Luyến   | Karen (かれん)                                         | Team 8    | 27 tháng 8, 2002  | Fukuoka  | DH              | Thông báo tốt nghiệp |
| Kawahara Misaki | 川原 美咲    | Xuyên Nguyên • Mỹ Tiếu | Missaa (みっさー)                                      | Team 8    | 3 tháng 4, 2002   | Saga     | DH              | Thông báo tốt nghiệp |
| Sasaki Yukari   | 佐々木優佳里 | Tá Tá Mộc • Ưu Giai Lý | Yukarun (ゆかるん)                                     | 12        | 28 tháng 8, 1995  | Saitama  | De-LIGHT        | Thông báo tốt nghiệp |

### Team 8
Màu của nhóm là ■, ra đời năm 2014, mỗi thành viên đại diện cho một tỉnh thành của Nhật Bản. Vào năm 2017, có thông báo các thành viên của Team 8 sẽ đảm nhiệm các vị trí kiêm nhiệm (kennin (兼任)) với một trong các Team khác A, K, B và 4. Toyota tài trợ cho Team 8 cho đến tháng 3/2021. Vào tháng 10/2022, AKB48 thông báo Team 8 sẽ tạm dừng hoạt động vào năm 2023.
| Tên               | Kanji      | Hán Việt             | Nghệ danh             | Ngày ra mắt      | Ngày sinh         | Nơi sinh | Công ty quản lý | Ghi chú                                 |
| Hokkaido & Tohoku |            |                      |                       |                  |                   |          |                 |                                         |
| Kanto             |            |                      |                       |                  |                   |          |                 |                                         |
| Okabe Rin         | 岡部麟     | Cương Bộ • Lân       | Rinrin (りんりん)     | 3 tháng 4, 2014  | 7 tháng 11, 1996  | Ibaraki  | HoriPro         | Kiêm nhiệm Team A, thông báo tốt nghiệp |
| Oda Erina         | 小田えりな | Tiểu Điền • Erina    | Odaeri (おだえり)     | 3 tháng 4, 2014  | 25 tháng 4, 1997  | Kanagawa | DH              | Kiêm nhiệm Team K, thông báo tốt nghiệp |
| Chubu             |            |                      |                       |                  |                   |          |                 |                                         |
| Kansai            |            |                      |                       |                  |                   |          |                 |                                         |
| Chugoku & Shikoku |            |                      |                       |                  |                   |          |                 |                                         |
| Takaoka Kaoru     | 高岡薫     | Cao Cương • Huân     | Kaorumba (かおるんば) | 3 tháng 4, 2014  | 29 tháng 11, 2000 | Ehime    | DH              | Kiêm nhiệm Team 4, thông báo tốt nghiệp |
| Kyushu            |            |                      |                       |                  |                   |          |                 |                                         |
| Yoshida Karen     | 吉田華恋   | Cát Điền • Hoa Luyến | Karen (かれん)        | 3 tháng 4, 2015  | 27 tháng 7, 2002  | Fukuoka  | DH              | Kiêm nhiệm Team 4, thông báo tốt nghiệp |
| Yamada Kyoka      | 山田杏華   | Sơn Điền • Hạnh Hoa  | Kyoka (きょうか)      | 20 tháng 3, 2017 | 3 tháng 11, 2002  | Oita     | DH              | Kiêm nhiệm Team B, thông báo tốt nghiệp |

### Thực tập sinh
| Tên             | Kanji       | Nghệ danh | Thế hệ | Ngày ra mắt       | Ngày sinh        | Nơi sinh  | Công ty quản lý | Ghi chú |
| --------------- | ----------- | --------- | ------ | ----------------- | ---------------- | --------- | --------------- | ------- |
| Ito Momoka      | 伊藤 百花   | Itomomo   | 19     | 17 tháng 3, 2024  | 6 tháng 12, 2003 | Saitama   | DH              |         |
| Okumoto Kairi   | 奧本 カイリ | Kairi     | 19     | 17 tháng 3, 2024  | 2 tháng 1, 2007  | Tokyo     | DH              |         |
| Kawamura Yui    | 川村 結衣   | Kawayui   | 19     | 17 tháng 3, 2024  | 18 tháng 6, 2006 | Hokkaido  | DH              |         |
| Shiratori Sari  | 白鳥 沙怜   | Sarii     | 19     | 17 tháng 3, 2024  | 10 tháng 9, 2010 | Tokyo     | DH              |         |
| Hanada Mei      | 花田 藍衣   | Meimei    | 19     | 17 tháng 3, 2024  | 5 tháng 6, 2005  | Kanagawa  | DH              |         |
| Oga Saki        | 大賀 彩姫   | Saachan   | 20     | 20 tháng 12, 2024 | 16 tháng 5, 2006 | Fukushima | DH              |         |
| Kondo Saki      | 近藤 沙樹   | Kosaki    | 20     | 20 tháng 12, 2024 | 23 tháng 2, 2012 | Aichi     | DH              |         |
| Maruyama Hinata | 丸山 ひなた | Maruchan  | 20     | 20 tháng 12, 2024 | 11 tháng 7, 2008 | Niigata   | DH              |         |

## Cựu thành viên
AKB48 có một hệ thống cho phép các thành viên "tốt nghiệp"- nghĩa là rời khỏi nhóm và được thay thế bằng các thực tập sinh được thăng cấp, đồng thời sẽ có buổi biểu diễn tốt nghiệp trước khi rời nhóm. Tuy nhiên có vài trường hợp bị đuổi khỏi nhóm do vi phạm quy định hoạt động nhóm.

### Team A
- Usami Yuki (ゆっきぃ Yukki) (2006)
- Orii Ayumi (あゆ姉 Ayunee) (2007)
- Hoshino Michiru (ちるちる Chiruchiru) (2007)
- Masuyama Kayano (かや Kaya) (2007)
- Tojima Hana (はな Hana) (2008)
- Komatani Hitomi (ひぃちゃん Hiichan) (2008)
- Nakanishi Rina (りなてぃん Rinatin) (2008)
- Narita Risa (りさ Risa) (2008)
- Ohe Tomomi (おーいぇ Ohyay) (2008)
- Kawasaki Nozomi (のぞフィス Nozofisu) (2009)
- Oshima Mai (まいまい Maimai) (2009)
- Maeda Atsuko (あっちゃん Acchan) (2012)[45]
- Sato Natsuki (なっち Nacchi) (2012)
- Nito Moeno (もえの Moeno) (2013)
- Kasai Tomomi (とも〜み Tomo~mi) (2013)[46]
- Nakatsuka Tomomi (ともちゃん Tomochan) (2013)
- Shinoda Mariko (麻里子さま Marikosama) (2013)
- Nakamata Shiori (しおりん Shiorin) (2013)
- Kotani Riho (りぽぽ Ripopo) (2013)
- Kikuchi Ayaka (あやりん Ayarin) (2014)
- Katayama Haruka (はーちゃん Haachan) (2014)
- Morikawa Ayaka (あーや Aaya) (2015)
- Matsui Sakiko (さきこ Sakiko) (2015)
- Kawaei Rina (りっちゃん Ricchan) (2015)[47]
- Nishiyama Rena (れなりん Renarin) (2015)
- Furuhata Nao (なお Nao) (2015)
- Yagura Fuuko (ふぅちゃん Fuuchan) (2015)
- Iwata Karen (カレン Karen) (2016)
- Takahashi Minami (たかみな Takamina) (2016)[48]
- Hirata Rina (ひらりー Hirarii/Hillary) (2016)
- Maeda Ami (あーみん Aamin) (2016)
- Ogasawara Mayu (まーちゅん Maachun) (2016)
- Shimazaki Haruka (ぱるる Paruru) (2016)
- Owada Nana (なーにゃ Naanya) (2017)
- Nakamura Mariko (こまり Komari) (2017)
- Kojima Haruna (こじはる Kojiharu, はるにゃん Harunyan) (2017)[49]
- Shiroma Miru (みるるん Mirurun) (2017)
- Hayasaka Tsumugi (つっちゃん Tsucchan) (Team 8) (2018)
- Shimoaoki Karin (かりん Karin) (2018)
- Cho Kurena (くれにゃん Kurenyan) (2019)
- Hitomi Kotone (こっちゃん Kocchan) (2019)[50]
- Tanikawa Hijiri (ひじ Hiji) (2019)[51]
- Goto Moe (もえきゅん Moekyun) (2019)[52]
- Maeda Ayaka (あやか Ayaka) (2021)[53]
- Honda Sora (そらこ Sorako) (2021)[54]
- Yokoyama Yui {Yui (ゆい)/Yuihan (ゆいはん)} (2021)[55]
- Iriyama Anna (Annin (あんにん)) (2022)[56]
- Furukawa Nazuna (Nazuman なづなん/Furukawa (古川)) (2022)[57]
- Okada Nana  (Naachan (なぁちゃん)) (2023)[58]
- Shimizu Maria (Maria (まりあ)) (2023)[59]
- Michieda Saki (Sakipon (さきぽん)) (2023)[60]
- Honda Hitomi[b] (Hiichan (ひぃちゃん)) (2024)[61]

### Team K
- Uemura Ayako (あーや Aaya) (2006)
- Takada Ayana (あやな Ayana) (2007)
- Imai Yu (ゆう Yuu) (2007)
- Hayano Kaoru (かおりん Kaorin) (2009)
- Naruse Risa (なるる Naruru) (2009)
- Ono Erena (えれぴょん Erepyon) (2010)
- Yonezawa Rumi (よねちゃん Yonechan) (2012)
- Mitsumune Kaoru (かおる Kaoru) (2012)
- Masuda Yuka (ゆか Yuka) (2012)
- Nakaya Sayaka (なかやん Nakayan) (2013)
- Matsubara Natsumi (なっつみぃ Nattsumii) (2013)
- Itano Tomomi (ともちん Tomochin) (2013)[62]
- Akimoto Sayaka (さやか Sayaka) (2013)
- Sato Amina (あみな Amina) (2014)
- Oshima Yuko (ゆうこ Yuuko, コリス Korisu) (2014)[63]
- Suzuki Shihori (しほりん Shihorin) (2015)
- Uchida Mayumi (Ucchii ウッチー, Mayuchi まゆち) (2015)
- Matsui Jurina (じゅりな Jurina) (2015) (Canceled)
- Takajo Aki (あきちゃ Akicha) (2016)
- Nagao Mariya (まりやぎ Mariyagi) (2016)
- Ishida Haruka (はるきゃん Harukyan) (2016)
- Yamamoto Sayaka (さやか Sayaka) (2016) (Canceled)
- Aigasa Moe (もえちゃん Moechan) (2017)
- Nakata Chisato (ちぃちゃん Chiichan) (2017)
- Suzuki Mariya (まりやんぬ Mariyannu) (2017)
- Shimada Haruka (はるぅ Haruu) (2017)
- Tano Yuka (たのちゃん Tanochan) (2018)
- Yaguchi Moka (モカブレンド MokaBlend, モカブレ MokaBure) (Team 8) (2018)
- Fujita Nana (なぁな Naana) (2019)
- Nozawa Rena (レナチャン Renachan) (2019)
- Kojima Mako (こじまこ Kojimako) (2019)
- Yokomichi Yuri (ゆりやん Yuriyan, みっちー Micchii) (2019)
- Nakano Ikumi (いくみん Ikumin) (2019)
- Yamada Nanami (ななみちゃん Nanamichan) (2019)
- Terada Misaki (みさっきー Misakki) (2019)
- Yahagi Moeka (もえちゃん Moe-chan, ふくちゃん Fuku-chan, もんた Monta, もえか Moeka, はぎもえ Hagimoe, もえにゃ Moenya) (2020)[64]
- Minegishi Minami (みぃちゃん Miichan) (2021)[65]
- Miyazaki Miho (Myao (みゃお)) (2022)[66]
- Yasuda Kana (Kanabun (かなぶん)) (2022)[67]
- Kubo Satone (Satopii (さとぴー)) (2022)[68]
- Okumoto Hinano (Nonnon (のんのん)) (2022) [69]
- Muto Tomu (Tomu (とむ)) (2023)[70]
- Mitomo Mashiro (Macchan (まっちゃん)) (2023)[71]
- Hama Sayuna (Hamachan (はまちゃん)) (2023)[72]
- Hattori Yuna (Yuna (ゆうな)) (2023)[73]
- Ichikawa Manami (Manami (まなみ)) (2023)[74]
- Kobayashi Ran (Ran-chan (らんちゃん)/ Rantan (らんたん))(2023)[75]
- Yumoto Ami (Yuami (ゆあみ)) (2023) [76]
- Mogi Shinobu (Mogichan (もぎちゃん)) (2023)[77]
- Yamabe Ayu (Ayu (あゆ)) (2023)[78]

### Team B
- Watanabe Shiho (しほ Shiho) (2007)
- Kikuchi Ayaka (あやりん Ayarin) (2008)[c]
- Inoue Naru (なるぽん Narupon) (2008)
- Noguchi Reina (ぐっさん Gussan) (2009)
- Matsuoka Yuki (まつゆき Matsuyuki) (2009)
- Saeki Mika (美香ちぃ Mikachii) (2009)
- Oku Manami (まぁちゃん Maachan) (2011)
- Hirajima Natsumi (なっちゃん Nacchan) (2012)
- Komori Mika (こもりん Komorin) (2013)
- Ishida Anna (あんにゃ Annya) (SKE48) (2013)
- Nonaka Misato (みちゃ Micha) (2014)
- Ikoma Rina (いこまちゃん Ikomachan) (Nogizaka46) (2015)
- Hashimoto Hikari (ひかり Hikari) (2015)
- Kuramochi Asuka (もっちぃ Mocchi) (2015)
- Uchiyama Natsuki (なっきー Nakkii) (2016)
- Iwasa Misaki (わさみん Wasamin) (2016)
- Kobayashi Kana (かな Kana) (2016)
- Watanabe Miyuki (みるきー Milky/Mirukii) (NMB48) (2016)
- Umeta Ayano (うめたん Umetan) (2017)
- Yokoshima Aeri (あえりん Aerin) (2017)
- Oshima Ryoka (りょーちゃん Ryoochan) (2017)
- Tanabe Miku (たなみん Tanamin) (2017)
- Kizaki Yuria (ゆりあ Yuria) (2017)
- Watanabe Mayu (まゆゆ Mayuyu) (2017)[79]
- Kojima Natsuki (なっつん Nattsun) (2018)
- Takeuchi Miyu (みゆみゆ Miyumiyu) (2018)
- Takahashi Juri (じゅり Juri) (2019)
- Sato Shiori (しおりん Shiorin) (Team 8) (2019)
- Hiwatashi Yui (ひーわたん Hiiwatan) (2019)
- Ota Nao (おおなお Oonao, なお Nao) (Team 8) (2019)
- Yamamoto Ruka (るかるか Rukaruka, るぅちゃん Rucchan) (Team 8) (2020)
- Oya Shizuka (Shiichan (しいちゃん)) (2021)
- Kato Rena (Renacchi (れなっち)) (2022)[80]
- Nishikawa Rei (Rei (れい))  (2022)[81]
- Fukutome Mitsuho (Tomechan (とめちゃん), Fukutome (ふくとめ)) (2022)[82]
- Inagaki Kaori (Kaori (かおり))  (2023)[83]
- Nagano Megumi (Megumin (めぐみん))  (2023)[84]
- Hirano Hikaru (Hika (ひか))  (2023)[85]
- Kitazawa Saki (Sakkii (さっきー)) (2023)[86]
- Ishiwata Sena (Senatan (せなたん)) (2023)[87]

### Team 4
- Mori Anna (なんちゃん Nanchan) (2011)
- Takashima Yurina (ゆーりん Yuurin) (2014)
- Kotani Riho (りぽぽ Ripopo) (2015)
- Maeda Mitsuki (みつき Mitsuki) (2015)
- Tsuchiyasu Mizuki (みずき Mizuki) (2015)
- Kobayashi Marina (まりんちゃん Marinchan) (2015)
- Natori Wakana (わかにゃん Wakanyan) (2015)
- Nishino Miki (みきちゃん Mikichan) (2017)
- Okada Ayaka (あやか Ayaka) (2017)
- Iino Miyabi (みやび Miyabi) (2018)
- Okawa Rio (りおりん Riorin) (2018)
- Noda Hinano (ひなのん Hinanon) (Team 8) (2019)
- Taya Misaki (たっちゃん Tacchan) (2019)
- Sato Nanami (ななみん Nanamin) (2019)
- Kawamoto Saya (さやや ーSayaya) (2020)
- Tatsuya Makiho (まきー Maki) (2020)
- Miyazato Rira (らんりー Ranrii) (2021)
- Homma Mai (まいちゃん ーMaichan) (2021)[88]
- Takita Kayoko (Kayoyon (かよよん)) (2022)[89]
- Kuramoto Miyuu (Kurara (くらら)/Miyuu (みゆう)) (2022) [90]
- Okada Rina (Okarina (おかりな)) (2023) [91]
- Omori Miyuu (Miyupon (みゆぽん)) (2023) [36]
- Sato Kiara (Kiichan (きぃちゃん)) (2023)[92]

### Team 8
- Okubora Chinatsu (ちっぴ Chippi) - (Gifu) (2014)
- Moriwaki Yui (ゆいぴょん Yuipyon, ゆい Yui) - (Fukuoka) (2015)
- Fujimura Natsuki (なつき Natsuki) - (Aichi) (2016)
- Iwasaki Moeka (もえたん Moetan) - (Nagasaki) (2016)
- Yamamoto Ai (あいぽん Aipon) - (Mie) (2016)
- Kita Reina (れいちゃん Reichan, れいな Reina) - (Ishikawa) (2016)
- Kondo Moeri (もえり Moeri, もえりん Moerin) - (Nagano) (2016)
- Yoshino Miyu (みゆ Miyu) - (Oita) (2016)
- Fukuchi Rena (ぺな Pena) - (Saga) (2017)
- Tani Yuri (ゆぅりぃ Yuurii) - (Hiroshima) (2017)
- Hamamatsu Riona (りおな Riona) - (Tokushima) (2017)
- Abe Mei (めいこ Meiko) - (Shimane) (2017)
- Mogi Kasumi (かすみん Kasumin) - (Fukushima) (2018)
- Hirose Natsuki (なっちゃん Nacchan) - (Kochi) (2018)
- Hayasaka Tsumugi (つむぎ Tsumugi, つっちゃん Tsucchan) - (Yamagata) (2018)
- Shimoaoki Karin (かりん Karin) - (Kagoshima) (2018)
- Yaguchi Moka (モカブレンド MokaBlend, モカブレ MokaBure) - (Miyazaki) (2018)
- Cho Kurena (くれにゃん Kurenyan, くれな Kurena) - (Fukui) (2019)
- Noda Hinano (ひなのん Hinanon) - (Mie) (2019)
- Yokomichi Yuri (ゆり Yuri) - (Shizuoka) (2019)
- Hitomi Kotone (こっちゃん Kocchan) - (Okayama) (2019)
- Nakano Ikumi (いくみん Ikumin) - (Tottori) (2019)
- Tanikawa Hijiri (ひじ Hiji) - (Akita) (2019)
- Sato Shiori (しおりん Shiorin) - (Niigata) (2019)
- Yamada Nanami (ななみちゃん Nanamichan) - (Hyogo) (2019)
- Ito Kirara (きらら Kirara) - (Fukushima) (2019)
- Sato Nanami (ななみん Nanamin) - (Iwate) (2019)
- Terada Misaki (みさっきー Misakki) - (Nagasaki) (2019)
- Ota Nao (おおなお Oonao, なお Nao) - (Kyoto) (2019)
- Yamamoto Ruka (るかるか Rukaruka, るぅちゃん Rucchan) - (Wakayama) (2020)
- Nunoya Riru (りる Riru) - (Akita) (2020)
- Inoue Miyuu (みゆこ Miyuko) - (Iwate) (2020)
- Shiobara Karin (かりんりん Karinrin) - (Niigata) (2020)
- Rissen Airi (りっせん Rissen) - (Kochi) (2021)
- Hasegawa Momoka (はせもも Hasemomo) - (Fukushima) (2021)
- Matsumura Miku (みっつん Mittsun) - (Mie) (2021)
- Miyazato Rira (らんりー Ranrii) - (Okinawa) (2021)
- Kamachi Yukina (ゆっきー Yukkina, ゆきな Yukina) - (Okayama) (2021)
- Onoue Mizuki (おみづき ー Omizuki) - (Nagasaki) (2021)
- Suzuki Yuka (ゆうかりんー Yukarin) - Shizuoka (2021)[93]
- Harumoto Yuki (ゆきーYuki ) - Tokushima (2021)[94]
- Yokoyama Yui (Yokochan ーヨコちゃん) ー Aomori (2021)[95]
- Fujizono Rei (Reichan (れいちゃん)) - Kagoshima (2023)[96]
- Takahashi Sayaka (Takasaya (たかさや)/Sayarin (さやりん)) - Chubu (2023)[97]
- Okuhara Hinako (Hiina (ひーな)) (2023) - Chugoku & Shikoku[98]
- Uemi Sorano (Soranon (そらのん)) (2023) - Kyushu[99]
- Sakaguchi Nagisa (Nagi (なぎ)) (2023) - Hokkaido & Tohoku [100]
- Hidaritomo Ayaka (Hidaaya (ひだあや)) (2023) - Chubu[101]
- Utada Hatsuka (Hattsu (はっつ)) (2023)  - Chubu [102]
- Yoshikawa Nanase (Nanase (ななせ)) (2023)  - Chubu[103]

## Cựu thực tập sinh

### Thế hệ 3
- Saotome Miki (Trước kia là thành viên Team B, 2009)

### Thế hệ 4
- Deguchi Aki  (2007)
- Iinuma Yurina (2007)
- Kaneko Satomi (2007)
- Kozuka Rina (2007)
- Yoshioka Saki (2007)
- Watanabe Marie (2007)
- Muranaka Satomi (2009)
- Fujimoto Sara (2009)
- Suzuki Nae (2009)
- Uriya Akane (2009)

### Thế hệ 5
- Arima Yuka (2009)
- Hatayama Arisa (2009)
- Tomita Mayu (2009)

### Thế hệ 6
- Nishizawa Sara (2008)
- Katano Yurie (2008)

### Thế hệ 7
- Suzuki Shihori (2009)
- Ishiguro Remi (2009)
- Katono Mizuho (2009)
- Hayashi Ayano (2009)

### Thế hệ 8
*Thế hệ duy nhất không có thành viên nào được thăng cấp
- Komatsu Mizuki (2009)
- Nishikawa Nanami (2009)
- Sugiyama Miku (2009)
- Asai Madoka (2009)
- Ishii Ayaka (2009)
- Ishibe Aya (2009)
- Kaku Grace (2009)
- Komizu Nanami (2009)
- Sakamoto Rio (2009)
- Tomite Ami (2009)
- Miki Nikoru (2009)
- Muranaka Satomi (2009)
- Imai Yurie (2010)
- Ueki Asaka (2010)
- Sano Yuriko (2010)

### Thế hệ 9
- Ito Ayaka (2010)
- Ishiguro Atsuki (2010)
- Kinumoto Momoko (2010)
- Fujimoto Sara (2010)
- Takamatsu Eri (2010)

### Thế hệ 10
- Iwasaki Hitomi (2010)
- Kanazawa Yuuki (2011)

### Thế hệ 11
- Toyoda Saki (2010)
- Kawakami Marina (2010)
- Ushikubo Sara (2011)
- Yamaguchi Nau (2011)

### Thế hệ 12
- Suzuki Rika (2011)
- Saeed-Yokota Erena (2012)
- Eguchi Aimi (2013) (Thành viên ảo)

### Thế hệ 13
- Amemiya Maika (2012)
- Kita Shiori  (2012)
- Hasegawa Haruna (2012)
- Moriyama Sakura (2012)
- Watanabe Nene (2012)

### Thế hệ Draft 2
- Takahashi Kira (2017)
- Nomura Nao (2017)

### Thế hệ 16
- Noguchi Nanami (2017)
- Shoji Nagisa (2018)
- Umemoto Izumi (2018)
- Harima Nanami (2019)

### Thế hệ Draft 3
- Harasawa Otohi (2018)
- Kamiyama Riho (2018)
- Katsumata Saori (2019)
- Sato Shiori (2019)
- Suenaga Yuzuki (2020)

### Thế hệ 17
- Hasegawa Niina (2022)[104]

## Các cựu thành viên khác

### Otona AKB48
- Tsukamoto Mariko

### Baito AKB
- Abe Kanamu (かなむーん Kanamu)
- Ikuta Yuuka (ユウカ Yuuka)
- Ida Yuki (ユキ Yuki)
- Koike Yuuka (ユウカ Yuuka)
- Koizumi Rina (リナ Rina)
- Miyazaki Miki (ミキ Miki)
- Akasaka Misaki (ミサキ Misaki)
- Araki Minami (ミナミ Minami)
- Araki Rinka (リンカ Rinka)
- Iikura Saori (サオリ Saori)
- Isshiki Rena (レナ Rena)
- Umezawa Mayuka (マユカ Mayuka)
- Ebisawa Megumi (メグミ Megumi)
- Ohno Ayano (アヤノ Ayano)
- Ogata Honomi (ほなみ Honami)
- Ogino Yuka (ユカ Yuka)
- Kataigi Madoka (まどか Madoka)
- Katsumata Saori (サオリ Saori)
- Kamitani Saya (サヤ Saya)
- Kawaguchi Mami (マミ Mami)
- Kawamura Maho (マホ Maho)
- Kikuchi Tomomi (トモミ Tomomi)
- Kinoshita Suzuka (スズカ Suzuka)
- Kinoshita Mayu (マユ Mayu)
- Kusakabe Aina (アイナ Aina)
- Kurosawa Ayaka (アヤカ Ayaka)
- Saito Rina (リナ Rina)
- Saeki Mika (美香ちぃ Mikachi)
- Sawaki Saya (サヤ Saya)
- Shibata Yui (ユイ Yui)
- Suzuki Yumin (ユウミン Yumin)
- Seiji Reina (レイナ Reina)
- Takagi Mashiro (マシロ Mashiro)
- Takahashi Kira (キラ Kira)
- Takeuchi Misaki (ミサキ Misaki)
- Chida Yumeno (ユメノ Yumeno)
- Chiyoda Yui (ユイ Yui)
- Nakagawa Rina (リナ Rina)
- Nakamura Yuuka (ユウカ Yuuka)
- Nagasaka Arisa (アリサ Arisa)
- Narimatsu Misa (ミサ Misa)
- Nishigata Marina (マリナ Marina)
- Fukui Arisa (アリサ Arisa)
- Fujie Momoko (モモコ Momoko)
- Matsuura Kaho (カホ Kaho)
- Matsuoka Hana (はな Hana)
- Matsumoto Nodoka (ノドカ Nodoka)
- Mega Yako (ヤコ Yako)
- Yashiro Kana (カナ Kana)
- Yamauchi Aki (アキ Aki)

### Baito AKB Paruru Selection
- Shigefuji Fuyuka
- Iida Yuka
- Hinode Yuka

### Thành viên thực tập trao đổi
- AKB48 sang JKT48: Kawamoto Saya (15 tháng 9, 2018 đến 15 tháng 10, 2018)
- JKT48 sang AKB48: Stefi (17 tháng 9, 2018 đến 17 tháng 10, 2018)
- BNK48 sang AKB48: Mobile (15 tháng 9, 2018 đến 17 tháng 10, 2018)